# جری تووای
جری تووای (انگلیسی: Jerry Tuwai؛ زادهٔ ۲۳ مارس ۱۹۸۹) بازیکن راگبی ۷ نفره اهل فیجی است.
وی به‌همراه تیم ملی راگبی ۷ نفره فیجی به مقام قهرمانی در بازی‌های المپیک تابستانی ۲۰۱۶ رسیده‌است.